# Thomas Murray (homme politique canadien)
Pour l’article homonyme, voir Thomas Murray.
Thomas Murray, née le 18 janvier 1836 et mort le 29 juillet 1915 à Pembroke, est un entrepreneur, marchand et homme politique fédéral du Québec et provincial et municipal de l'Ontario.

## Biographie
Né dans le canton de Goulbourn dans le Haut-Canada, il est né d'un père d'origine irlandaise. Il devint ensuite marchand de bois et de fourrure dans la région d'Ottawa et ensuite à Pembroke. Il fut également conseiller, préfet et maire de cette dernière municipalité. 
Il servit comme député du Parti libéral de l'Ontario dans la circonscription provinciale de Renfrew-Nord à trois reprises, soit de 1869 à 1871, de 1879 à 1882 et de 1883 à 1890.
Élu député du Parti libéral du Canada dans la circonscription fédérale québécoise de Pontiac en 1891, il perdit son poste en 1892 après l'annulation de l'élection et sa défait face au conservateur John Bryson à l'élection partielle. À nouveau élu en 1900, il ne se représenta pas en 1904. Il fut également candidat défait dans Pontiac en 1872 contre William McKay Wright et en 1878 contre John Poupore, ainsi que dans Renfrew-Nord en Ontario en 1867 contre John Rankin, en 1874 et en 1882 contre Peter White et lors de l'élection partielle de 1906 contre Gerald Verner White.
Son frère, William Murray, est député de Renfrew-Nord de 1874 à 1876.